# 戈里 (若夫克瓦區)
50°1′7″N 24°10′41″E / 50.01861°N 24.17806°E
戈里（烏克蘭語：Гори）是烏克蘭西部的村莊，隸屬利維夫州的利維夫區。該村始建於1876年，面積0.36平方公里，海拔高度246米，2001年人口102，人口密度每平方公里281人。